# A Nagy Könyv
A Nagy Könyv  este versiunea maghiară a sondajului literar Big Read al BBC.
Sondajul Big Read a fost importat în Ungaria sub numele A Nagy Könyv (lit. „Cartea mare”) și a avut loc în 2005. Aproximativ 1.400 de biblioteci, 500 de librării și 1.300 de școli au participat la concurs în diferite moduri. Sondajul s-a dovedit a fi mult mai popular în Ungaria (cu o populație de 10 milioane de locuitori) decât în Marea Britanie (cu o populație de 60 de milioane de locuitori), fiind înregistrate 400.000 de voturi (spre deosebire de 140.000 de voturi pentru concursul din Marea Britanie din perioada respectivă).
Votarea pentru topul 100 a început la sfârșitul lunii februarie: unei persoane i s-a permis să voteze pentru orice roman publicat în limba maghiară. S-a încheiat pe 23 aprilie, când au fost selectate cele mai populare 50 de romane maghiare și cele mai populare 50 de romane „străine”.
Pe 11 iunie a fost ales un top al primelor 12 romane în cadrul unui spectacol de televiziune prezentat de celebrități culturale. În următoarele luni au fost realizate 12 filme de scurt metraj pe baza acestor romane, care au fost difuzate la televiziune și au concurat unele cu altele în perechi.
Pe 15 decembrie publicul maghiar a ales cartea lor preferată prin SMS și telefon. Romanul câștigător, care a primit titlul de „cel mai iubit roman din Ungaria în anul 2005”, a fost aceeași carte care a câștigat și runda precedentă, Stelele din Eger. Celelalte două cărți maghiare care au participat în finală au fost Băieții din strada Pál și Abigél. 

## Topul 12
1. Stelele din Eger de Géza Gárdonyi
2. Băieții din strada Pál de Ferenc Molnár
3. Stăpânul inelelor de J. R. R. Tolkien
4. Ursulețul Winnie Puh de A. A. Milne
5. Micul prinț de A. de Saint-Exupéry
6. Abigel de Magda Szabó
7. Harry Potter și Piatra Filozofală de J. K. Rowling
8. Castelul din spini (Tüskevár) de către István Fekete
9. O mie nouă sute optzeci și patru de George Orwell
10. Maestrul și Margareta de Mihail Bulgakov
11. Omul de aur (Az arany ember) de Mór Jókai
12. Un veac de singurătate de Gabriel García Márquez

## Topul 100
1. Stelele din Eger de Géza Gárdonyi
2. Băieții din strada Pál de Ferenc Molnár
3. Abigel de Magda Szabó
4. O mie nouă sute optzeci și patru de George Orwell
5. Omul de aur (Az arany ember) de Mór Jókai
6. Ursulețul Winnie Puh de A. A. Milne
7. Micul prinț de A. de Saint-Exupéry
8. Stăpânul inelelor de J. R. R. Tolkien
9. Harry Potter și Piatra Filozofală de J. K. Rowling
10. Maestrul și Margareta de Mihail Bulgakov
11. Castelul din spini (Tüskevár) de către István Fekete
12. Un veac de singurătate de Gabriel García Márquez
13. Ábel în codru de Áron Tamási
14. Fiii omului cu inima de piatră de Mór Jókai
15. Indul a bakterház de Sándor Rideg
16. Harry Potter și prizonierul din Azkaban de J. K. Rowling
17. Harry Potter și Camera Secretelor de J. K. Rowling
18. Fii bun până la moarte de Zsigmond Móricz
19. Vuk de István Fekete
20. Bătrânul și marea de Ernest Hemingway
21. Secretul celor două Lotte de Erich Kästner
22. Pe aripile vântului de Margaret Mitchell
23. Mizerabilii de Victor Hugo
24. Contele de Monte Cristo de Alexandre Dumas
25. Lângă scaunul domnului de Albert Wass
26. Harry Potter și Ordinul Phoenix de J. K. Rowling
27. Fără destin de Imre Kertész
28. Cei trei mușchetari de Alexandre Dumas
29. Kincskereső kisködmön de Ferenc Móra
30. Quo Vadis de Henryk Sienkiewicz
31. Adjátok vissza a hegyeimet! de Albert Wass
32. Lumânările ard până la capăt de Sándor Márai[2][3][4][5]
33. Árvácska de Zsigmond Móricz[2][3][5]
34. Crimă și pedeapsă de Feodor Dostoievski
35. Umbrela sfântului Petru de Kálmán Mikszáth
36. Jane Eyre de Charlotte Brontë
37. Fred-Jeg, Căpitanul de Jenő Rejtő
38. A láthatatlan ember de Géza Gárdonyi
39. La răscruce de vânturi de Emily Brontë
40. A nap szerelmese de Sándor Dallos
41. Roșu și negru de Stendhal
42. De veghe în lanul de secară de J. D. Salinger
43. Édes Anna de Dezső Kosztolányi
44. Catch-22 de Joseph Heller
45. Bogáncs de István Fekete
46. Împăratul muștelor de William Golding
47. A tizennégy karátos autó de Jenő Rejtő
48. Aranyecset de Sándor Dallos
49. Lassie se întoarce acasă de Eric Knight
50. Winnetou de Karl May
51. Téli berek de István Fekete
52. Război și pace de Lev Tolstoi
53. Pentru cine bat clopotele de Ernest Hemingway
54. Mândrie și prejudecată de Jane Austen
55. Aranykoporsó de Ferenc Móra
56. Orașul Negru de Kálmán Mikszáth
57. The Princess Diaries de Meg Cabot
58. Tóték de István Örkény
59. Flori pentru Algernon de Daniel Keyes
60. Állítsátok meg Terézanyut! de Zsuzsa Rácz
61. Numele trandafirului de Umberto Eco
62. Robinson Crusoe de Daniel Defoe
63. Death is My Trade de Robert Merle
64. Codul lui Da Vinci de Dan Brown
65. La răsărit de Eden de John Steinbeck
66. Peripețiile bravului soldat Švejk de Jaroslav Hašek
67. The Young Lions de Irwin Shaw
68. Kard és kasza de Albert Wass
69. The Pillars of the Earth de Ken Follett
70. Arcul de triumf de Erich Maria Remarque
71. Iskola a határon de Géza Ottlik
72. Egy magyar nábob de Mór Jókai
73. Mai presus de toate de Eric Knight
74. Iszony de László Németh
75. Adio, arme de Ernest Hemingway
76. Anna Karenina de Lev Tolstoi
77. Utazás a koponyám körül de Frigyes Karinthy
78. Ghidul autostopistului galactic de Douglas Adams
79. Dragostea în vremea holerei de Gabriel García Márquez
80. Apák könyve de Miklós Vámos
81. A Pendragon legenda de Antal Szerb
82. Bezzeg az én időmben de Klára Fehér
83. Gergő és az álomfogók de Gyula Böszörményi
84. Malevil de Robert Merle
85. Alchimistul de Paulo Coelho
86. Für Elisé de Magda Szabó
87. Utas és holdvilág de Antal Szerb
88. Jadviga párnája de Pál Závada
89. Ida regénye de Géza Gárdonyi
90. Muntele vrăjit de Thomas Mann
91. Régimódi történet de Magda Szabó
92. Insuportabila ușurătate a ființei de Milan Kundera
93. Az ajtó de Magda Szabó
94. Egy polgár vallomásai de Sándor Márai
95. A vörös oroszlán de Mária Szepes
96. Iosif și frații săi de Thomas Mann
97. Ne féljetek de Anna Jókai
98. Pokolbéli víg napjaim de György Faludy
99. PetePite de Gábor Nógrádi
100. Harmonia caelestis de Péter Esterházy

## Autorii a cel puțin două romane din Topul 100
- Patru romane: István Fekete, J. K. Rowling, Magda Szabó
- Trei romane: Géza Gárdonyi, Ernest Hemingway, Mór Jókai, Albert Wass
- Două romane: Sándor Dallos, Alexandre Dumas, Eric Knight, Thomas Mann, Sándor Márai, Gabriel García Márquez, Robert Merle, Kálmán Mikszáth, Ferenc Móra, Zsigmond Móricz, Jenő Rejtő, Antal Szerb, Lev Tolstoi

## Legături externe
- BBC Big Read website